# Дольников, Григорий Устинович
Григорий Устинович Дольников (8 мая 1923 — 23 марта 1996) — советский лётчик-ас Великой Отечественной войны и военачальник, заместитель главнокомандующего ВВС по вузам. Герой Советского Союза (1978), заслуженный военный лётчик СССР (1965), генерал-полковник авиации (1981), кандидат исторических наук (1981).
Принимал участие в боевых действиях с 1943 по 1945 год, совершил 160 боевых вылетов, провёл 42 воздушных боя, сбил 15 самолётов противника лично и 1 в паре. Прошёл три войны: Великую Отечественную, войну в Египте и войну в Эфиопии. Имеет общий налёт более 4000 часов, освоил более 40 типов самолётов. Прошёл все ступеньки командира: от лётчика до заместителя главнокомандующего ВВС, не пропустив ни одной. Позывной времён Великой Отечественной войны «Гарачы» (на белорусский манер).

## Биография
Родился 8 мая 1923 года в деревне Сахаровка (ныне — в Горецком районе Могилёвской области) в семье крестьянина. Семья перебралась в Белоруссию в 1919 году из Петрограда. Отец, Устин Савельевич Дольников — солдат, рабочий Путиловского завода, умер в 1936 году во время эпидемии тифа. Окончил 7 классов в 1939 году и Минскую школу ФЗО при паровозном депо. Одновременно обучался в Минском аэроклубе ОСОАВИАХИМа на самолёте По-2.

### Великая Отечественная война
С апреля 1940 по 1943 год — курсант Батайской военной авиационной школы пилотов имени А. К. Серова. Обучался на самолётах УТ-2, УТИ-4, И-16. В конце 1941 авиашкола перебазировалась в город Евлах (Азербайджан). В 1943 зачислен в истребительную авиацию РККА. В феврале 1943 был направлен в 25-й запасной авиаполк (зап), базировавшийся в Азербайджане. С апреля 1943 года — в 494-м истребительном авиаполку, находившемся на переучивании и пополнении.
В конце июня 1943 года старший сержант Григорий Дольников вместе со своим другом, земляком и однокашником Петром Гучком прибыл по назначению в 100-й гвардейский истребительный авиационный полк (переименованный в 1943 году из 45-го иап) 9-й гвардейской истребительной авиационной дивизии 4-й воздушной армии Южного фронта (с июня 1944 — 2-я воздушная армия 1-го Украинского фронта) на должность лётчика. В тот же день им присваивают звание гвардии младших лейтенантов. По молодости взрывной, резкий, зачастую излишне эмоциональный, разговаривавший с характерным белорусским акцентом Григорий получил у острых на язык лётчиков кличку, ставшую его позывным, — «Горачий». В наставниках у Григория Дольникова были настоящие асы, мастера воздушного боя Герои Советского Союза Дмитрий и Борис Глинка, Иван Бабак, Николай Лавицкий, сбивавшие немецких асов во время воздушного сражения на Кубани.
Первый боевой вылет — июль 1943. Первый сбитый самолёт противника — Ме-109 — 18 августа 1943 года, в 12 км западнее Красного Лимана. В августе 1943 года, в упорнейших боях над Донбассом совершил 35 боевых вылетов, провёл 16 воздушных боёв, сбил 3 вражеских самолёта: 18 августа 1943 года — Ме-109; 28 августа 1943 года в паре с гвардии младшим лейтенантом Сапьяном сбил Ju-88, а 31 августа сбил ещё один Ме-109, однако при этом и сам также был сбит. Выпрыгнув с парашютом, приземлился на территории, занятой войсками РККА.
30 сентября в боях за Днепр, выполняя свой 56-й боевой вылет, гвардии младший лейтенант Дольников совершил подвиг. Протаранив самолёт противника, был ранен, выпрыгнул с парашютом, приземлился прямо на немецкие позиции. Раненым попал к немцам в плен. Немцы отправили Дольникова в госпиталь в город Вознесенск, где провели операцию, спасшую Григорию Дольникову пораненную ногу. После операции его отправили в концентрационный лагерь. Григорий Дольников назвался Соколовым. В сохранившихся архивных документах 100-го гвардейского истребительного авиационного полка есть запись: «Лётчик 100 гв. иап 9 гв. иад гв. мл. лейтенант Дольников Г. У. 30.09.43 г. при выполнении боевого задания на самолёте „аэрокобра“ на прикрытие наземных войск в районе Пришиб-Нейдорф не вернулся с боевого задания».
Вместе с товарищами предпринял три попытки бежать из плена. При перемещении лагеря в новое место (Мартыновское) удалось связаться с подпольем, а затем с партизанами. Бежать решили в ночь на 3 ноября: Дольников, лётчик-штурмовик Николай Мусиенко, лётчик морского ближнего разведчика МБР-2 лейтенант Василий Скробов, лётчик-истребитель младший лейтенант Михаил Смертин и ещё 3 человека. Побег удался. Местные жители переправили беглецов в партизанский отряд. Воевал в партизанском отряде «За Родину».
25 ноября 1943 года Дольникова исключили из списков Красной Армии как без вести пропавшего. Принимал участие в боевых действиях партизанского отряда. После освобождения н. п. Веселиново Николаевской области 20 апреля 1944 года вернулся в свой полк. Только с 28 мая 1944 года возобновил боевые вылеты, уже в Румынии, в районе реки Прут. Летал вместе со своим другом Петром Гучком. Вспоминая о тех днях уже после войны, он рассказывал: «Встретили по-разному: друзья обрадовались, но были и такие, которые отказались со мной летать».
В конце мая 1944 года в боях под Яссами группа из 12 самолётов под командованием Ивана Бабака успешно провела бой с пятью девятками Ju-87 и прикрывающими их истребителями. В этом бою Дольников сбил 2 вражеских самолёта. А за неделю напряжённых боёв — одержал 5 побед. В одном из боёв он выходит победителем в схватке с 42 немецкими самолётами. Григорий Дольников становится одним из лучших воздушных бойцов полка. Его награждают орденом Красного Знамени, присваивают звание гвардии лейтенанта, назначают заместителем командира — штурманом эскадрильи. В начале 1945 года Ивана Бабака назначили командиром 16-го гвардейского иап, и его самолёт с надписью «От школьников Мариуполя» принял Дольников.
16 марта самолёт Бабака был подбит зенитками, обгоревший лётчик попал в плен, а 18 апреля был сбит и командир звена 100-го гвардейского иап Герой Советского Союза Пётр Гучёк, имевший на своём счету 21 сбитого противника. В память о боевых друзьях Дольников сделал на самолёте надписи: справа на месте богини Победы — «За Петю Гучка», слева — «За Ваню Бабака». На этой машине, в мае 1945 года, Григорий Дольников и встретил день Победы.
Действовавшее тогда Положение о наградах за 15 сбитых самолётов, 160 боевых вылетов и 42 успешных воздушных боя давало основание представить Григория Дольникова к званию Героя Советского Союза, но… плен есть плен и, несмотря ни на что, об этом факте биографии ему забывать не давали. Не получили заслуженных золотых звёзд и бежавшие вместе с ним из лагеря лётчики Скробов и Мусиенко. Командир звена 7-го гвардейского штурмового авиационного полка гвардии лейтенант Николай Мусиенко к концу войны совершил на своём Ил-2 113 боевых вылетов (норма для Героя — 100 вылетов), а заместитель командира эскадрильи гвардии капитан Василий Скробов — 182 вылета на торпедоносце Ил-4, потопив при этом 5 немецких транспортов.
9 мая 1945 года восьмёрка Р-39N «Аэрокобра» во главе с гвардии старшим лейтенантом Дольниковым после вылета в район Праги в 21 час 33 минуты совершила посадку на бетонную ВПП аэродрома Гроссенхайн. На этом Великая Отечественная война для Григория Дольникова закончилась.

### После войны
После войны продолжил службу в ВВС. Служил на Дальнем Востоке. По его словам, служил до 1951 года на одной должности, часто вызывался на допросы по поводу пребывания в плену. В 1951 году зачислен на подготовительный курс в академию, тогда же окончил 10 классов школы экстерном, и в 1952 году зачислен в академию. Окончил Военно-воздушную академию в 1955 году и Высшие академические курсы при Военной академии Генерального штаба в 1968 году. После окончания Военно-воздушной академии в 1955 году был назначен командиром авиационного истребительного полка. Затем командовал дивизией. Звание генерал-майора авиации получил в 39 лет. Освоил реактивные самолёты МиГ-15, МиГ-17, МиГ-19, МиГ-21. Командовал 61-м гвардейским истребительным авиационным Минским Краснознамённым корпусом (Виттенберг). Звание «Заслуженный военный лётчик СССР» получил 21 августа 1965 года (нагрудный знак за № 6). Занимал различные командные должности. В 1970 году возглавлял группировку истребительной авиации в Египте, был советским военным советником в Эфиопии. Пять лет он был первым заместителем командующего 5-й воздушной армии. Депутат Верховных Советов Литовской ССР 6 го созыва в 1963—1967 годах. С мая 1971 года по февраль 1977 года командовал 34-й воздушной армией Закавказского военного округа (Тбилиси). Был избран кандидатом в члены ЦК компартии и депутатом Верховного Совета Грузинской ССР. С 1977 по 1981 год генерал-лейтенант авиации Дольников — заместитель начальника Военно-воздушной академии им. Гагарина по учебной и научной работе. С 1981 года генерал-полковник авиации Г. У. Дольников — заместитель главнокомандующего ВВС по вузам. В июле 1987 года уволен в отставку. Кандидат в члены ЦК компартии Грузии в 1976—1981 годах, депутат Верховного Совета Грузинской ССР 8-го и 9-го созывов (в 1971—1980 годах).
Умер 23 марта 1996 года. Похоронен в п. Монино Московской области на Монинском военном мемориальном кладбище.

## Вторая и третья войны генерала Дольникова

### Вторая война (Египет)
В начале 1970 года в ответ на просьбы руководства Египта для защиты воздушного пространства от израильской авиации Министерство обороны СССР приступило к проведению операции «Кавказ». Руководить истребительной авиацией было поручено первому заместителю командующего 5-й воздушной армии генерал-майору Дольникову, который через генерала Хосни Мубарака организовал взаимодействие с египетскими ВВС. Два истребительных полка, имевших в своём составе 70 истребителей МиГ-21 и 102 лётчика, приступили к боевому дежурству в апреле 1970 года. В апреле 1971 года генерал Дольников вернулся из Египта на родину.
После выполнения задания генерал-лейтенант авиации Дольников был назначен командующим 34-й воздушной армией.

### Третья война (Эфиопия)
В 1977 году в Африке разразилась война между Сомали и Эфиопией, названная впоследствии «Войной за Огаден». Сомалийцы, вчерашние союзники и друзья СССР, вторглись в эфиопскую провинцию Харэрге, позарившись на обширную территорию… пустыни Огаден. Советский Союз решил поддержать ставшую жертвой агрессии Эфиопию. В ноябре 1977 года в Аддис-Абебу прибыла оперативная группа во главе с первым заместителем главкома сухопутных войск генералом Василием Петровым. Командовать действиями авиации и быть главным советником командующего ВВС Эфиопии полковника Фанты Беляйте доверили генерал-лейтенанту авиации Дольникову.
В рамках операции «Барракуда» советские военно-транспортные самолёты Ан-12, Ан-22, Ил-76 приступили к перевозке оружия и боевой техники. Куба направила в Эфиопию своих солдат и офицеров. На вооружение ВВС поступили 48 истребителей МиГ-21 бис, 2 МиГ-21Р, 10 вертолётов Ми-6, 18 Ми-8 и впервые шесть «дебютантов» — летающие боевые машины пехоты Ми-24. Кроме них, к бою с сомалийцами готовились истребители МиГ-17Ф и F-5. Большинство лётчиков были кубинцами, на F-5 летали эфиопы и израильтяне.
Аэродромно-техническое обеспечение возложили на советских специалистов. Основным аэродромом эфиопских ВВС стал Дыре-Дауа, где и разместился командный пункт генерала Дольникова. После тщательной воздушной (летали кубинцы на МиГ-21Р) и космической (использовался спутник-шпион «Космос») разведки Дольников лично разработал операцию, имевшую цель уничтожить сомалийскую авиацию на её аэродромах. 8 января 1978 года эфиопская авиация нанесла первый ощутимый удар по врагу. 24 января, отразив очередную атаку сомалийцев, эфиопская армия перешла в решительное контрнаступление. В начале февраля агрессор, понёсший огромные потери, начал отступать. В небе полностью господствовала авиация Эфиопии, которую Дольников применял умело и решительно. Чего стоит только один десант, неожиданно высаженный с вертолётов Ми-6 и Ми-8 в тылу у сомалийцев. Или удар из засады винтокрылых штурмовиков Ми-24.
21 февраля 1978 года на командный пункт ВВС, где вместе с эфиопскими офицерами Дольников работал над картой боевых действий, прибыл генерал армии Петров и, прервав на полуслове пытавшегося доложить ему Григория Устиновича, торжественно произнёс:

Указом Президиума Верховного Совета СССР за личное мужество и отвагу, проявленные в борьбе с немецко-фашистскими захватчиками в годы Великой Отечественной войны, высокие результаты в боевой подготовке войск, освоении сложной боевой техники генерал-лейтенанту авиации Дольникову присвоено звание Героя Советского Союза с вручением ордена Ленина и медали «Золотая Звезда»— Указ Президиума Верховного Совета СССР
Так, через 33 года, награда нашла Григория Устиновича.
13 марта эфиопские войска вышли к границе Сомали, а ещё через три дня вся территория Огадена, оккупированная сомалийцами, была освобождена. Авиация незадачливого агрессора потеряла в боях 23 самолёта. В начале мая 1978 года Дольников вернулся со своей третьей, последней для него войны, вернулся с победой.

## Победы в воздушных боях
| № пп | Дата          | Сбитый самолёт         | Место воздушного боя                | Свой самолёт                                                                                             |
| ---- | ------------- | ---------------------- | ----------------------------------- | --- |
| 1    | 18.08.1943 г. | 1 Ме-109               | зап. Красный Лиман                  | Р-39 «Аэрокобра»                                                                                         |
| 2    | 28.08.1943 г. | 1 Ju-88 (в паре — 1/2) | Донецко — Амвросиевка               | Р-39 «Аэрокобра»                                                                                         |
| 3    | 31.08.1943 г. | 1 Ме-109               | Носово                              | Р-39 «Аэрокобра»                                                                                         |
| 4    | 31.05.1944 г. | 1 Ме-109               | западнее Яссы                       | Р-39 «Аэрокобра»: в составе 12 Р-39 против 6 Ме-109                                                      |
| 5    | 03.06.1944 г. | 1 Ju-87                | восточнее станции Мовилени, Захарна | Р-39 «Аэрокобра»: 12 Р-39 против 50 Ю-87, 8 ФВ-190, 10 Ме-109                                            |
| 6    | 03.06.1944 г. | 1 Ме-109               | Мовилени, Захарна                   | Р-39 «Аэрокобра»: 12 Р-39 против 50 Ю-87, 8 ФВ-190, 10 Ме-109                                            |
| 7    | 04.06.1944 г. | 1 Ме-109               | Вултурул                            | Р-39 «Аэрокобра»: в составе 12 Р-39 против 30 Ме-109 и ФВ-190, сбитый лично Ме-109 упал в районе Епурени |
| 8    | 05.06.1944 г. | 1 Ме-109               | Мовилени,Ларга, Захарна             | Р-39 «Аэрокобра»: 10 Р-39 против 8 Ме-109, сбитый — западнее Вултуру                                     |
| 9    | 27.07.1944 г. | 1 Ju-87                | 15 км восточнее Жешув               | Р-39 «Аэрокобра»: 8 Р-39 против 40 Ю-87 и 2 Ме-109 в районе Пшевурск                                     |
| 10   | 01.08.1944 г. | 1 Ju-87                | юго-восточнее Тарнобжег             | Р-39 «Аэрокобра» в составе 4 Р-39 против 2 ФВ-190 и 2 Ю-87                                               |
| 11   | 06.08.1944 г. | 1 Ме-109               | Баранув                             | Р-39 «Аэрокобра» в составе 4 Р-39 против 2 Ме-109                                                        |
| 12   | 01.02.1945 г. | 2 FW-190               | Гуштен                              | Р-39 «Аэрокобра»: 4 Р-39 против 6 ФВ-190                                                                 |
| 13   | 03.02.1945 г. | 1 Ме-109               | северо-западнее Бриг                | Р-39 «Аэрокобра»: 4 Р-39 против 6 Ме-109                                                                 |
| 14   | 18.04.1945 г. | 1 Ме-109               | Шпремберт                           | Р-39 «Аэрокобра»                                                                                         |

## Разное
Существовало общее мнение, что Г. У. Дольников стал прототипом главного героя повести М. А. Шолохова «Судьба человека». В пользу этой версии говорит основной сюжет, в точности повторяющий основные моменты судьбы главного героя, фамилия и основные запоминающиеся эпизоды. Сам Дольников Г. У. в своих мемуарах утверждает, что с Шолоховым никогда не встречался и пишет, что образ Соколова в книге «Судьба человека» собирательный и он сам не является его прототипом.
Болгарский писатель Попов С. спрашивал Дольникова, правда ли можно выпить три стакана водки без закуски и не опьянеть до беспамятства, на что Григорий Устинович ответил — не опьянели ни он, ни Соколов, потому что «пили под дулом автомата».
И. И. Бабак пишет: «Он прожил красивую жизнь. Украсил и конец её — всё старался сделать доброе друзьям».

## Награды
- Медаль «Золотая Звезда» Героя Советского Союза (21.02.1978);
- Орден «За заслуги перед Отечеством» IV степени (28.04.1995)[5];
- Два ордена Ленина (23.02.1971, 21.02.1978);
- Орден Октябрьской Революции (27.12.1982);
- Два орден Красного Знамени (25.09.1944[6], 25.04.1945[3]);
- Орден Отечественной войны I степени (11.03.1985)[7];
- Орден Красной Звезды (26.10.1955);
- Орден «За службу Родине в Вооружённых Силах СССР» III степени (30.04.1975);
- Медали;
- Иностранные ордена и медали[8].

## Звания
- Заслуженный военный лётчик СССР (19.08.1965).
- Кандидат исторических наук.
- Почётный гражданин города Горки Могилёвской области (Беларусь) (1955).

## Память
- Именем Григория Устиновича названа улица в пос. Ястребиново Вознесенского района Николаевской области (Украина).
- Памятные доски в его честь установлены на Аллее Славы в городе Горки Могилёвской области и здании Добровского учебного комбината в Горецком районе Могилёвской области (Беларусь).
- Экспозиция в Белорусском государственном музее истории Великой Отечественной войны[9].

## Общественно-политическая деятельность
- Депутат Верховного Совета Литовской ССР;
- Депутат Верховного Совета Грузинской ССР;
- Кандидат в члены Центрального Комитета Коммунистической партии Грузии.

## Сочинения
- Дольников Г. У. Летит стальная эскадрилья. — М.: Воениздат, 1983. — С. 95. — 221 с. — (Военные мемуары). — 100 000 экз.
- [militera.lib.ru/h/vvs_1/18.html Разоблачение буржуазных фальсификаторов о вкладе Советских Военно-Воздушных сил в победу над фашистской Германией: доклад в сборнике «Роль Военно-воздушных Сил в Великой Отечественной войне 1941—1945» (По материалам IX военно-научной конференции ВВС)]. — М., 1986.
- Дольников Г. У. Развитие тактики авиации в локальных войнах // Военно-исторический журнал. — 1983. — № 12. — С. 34—43.
- Дольников Г. У. Истребители в борьбе за превосходство в воздухе (По опыту локальных войн) // Военно-исторический журнал. — 1985. — № 9. — С. 62—71.